# مؤسسه پژوهشی آینده
مؤسسه پژوهشی آینده یک مرکز آمارگیری خصوصی در ایران بود که در سال ۱۳۸۱ پس از انجام یک نظرسنجی جنجالی تعطیل شد.

## نظرسنجی جنجالی
برخورد با این مؤسسه هنگامی آغاز شد که پس از سخنرانی علی خامنه‌ای علیه اصلاح طلبان که خواستار مذاکره با آمریکا بودند نتایج سه نظر سنجی توسط این موسسه و دو موسسه دیگر (پژوهشکده علوم انسانی و اجتماعی جهاد دانشگاهی و موسسه ملی سنجش افکار عمومی) در مطبوعات منتشر گشت که حاکی از موافقت ۷۵٪ مردم ایران با مذاکره میان ایران و آمریکا بود. علی خامنه‌ای مذاکره با آمریکا را خیانت نامیده بود و پس از انتشار نظرسنجی‌ها آن را ساخته دشمن نامید.
دستگاه قضایی این نظر سنجی را جعلی دانست و این موسسه را متهم به تبلیغ علیه نظام از طریق نظرسنجی کرد. در ادامه اتهام جاسوسی برای آمریکا و کشورهای غربی نیز به اتهامات اضافه شد. بهروز گرانپایه، علیرضا علوی تبار و حسینعلی قاضیان دیگر مدیران این موسسه نیز در کنار عباس عبدی بازداشت و محاکمه شدند.